# Leben auf dem Mars

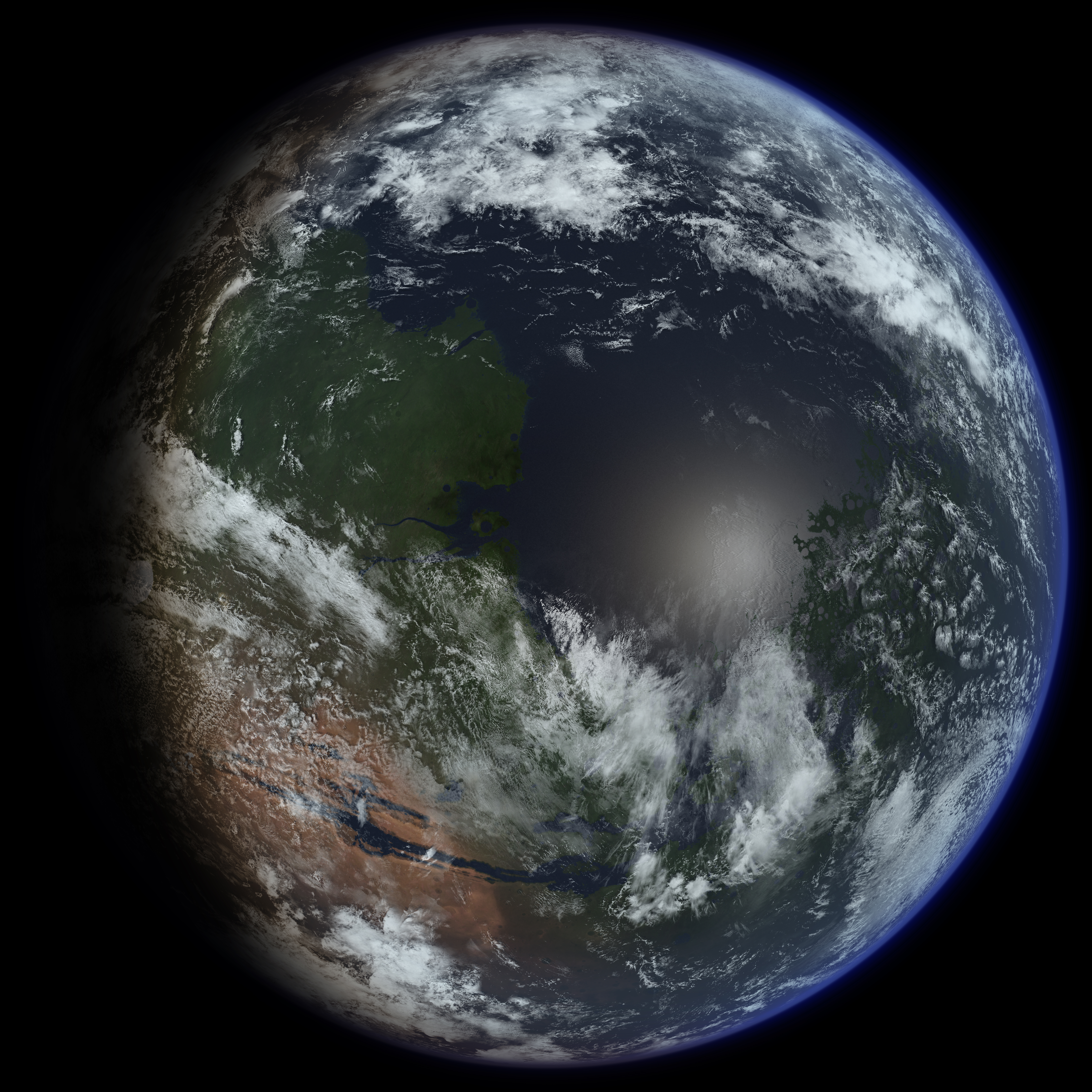
Künstlerische Darstellung der möglichen Oberfläche und Atmosphäre auf dem Mars nach Terraforming (siehe auch: Marskolonisation)

Seit langem spekuliert die Menschheit wegen der Nähe und der Ähnlichkeiten des Planeten zur Erde über die Möglichkeit von Leben auf dem Mars. Die Suche nach Spuren von Leben auf dem Mars begann im 19. Jahrhundert und wird auch heute noch fortgesetzt. Während historische Arbeiten sich auf phänomenologische Methoden und Spekulationen beschränkten, konzentriert sich die moderne Wissenschaft auf die Suche nach Wasser, chemischen Biomarkern im Boden und den Steinen des Gesteinsplaneten sowie gasförmigen Biomarkern in der Atmosphäre.
Der Mars ist von besonderem Interesse für das Studium des Ursprungs des Lebens, da er der frühen Erde sehr ähnlich ist – insbesondere das kalte Klima und das Fehlen von Plattentektonik und Kontinentalverschiebungen, so dass der Mars seit dem Ende des Hesperian größtenteils unverändert geblieben ist. Mindestens zwei Drittel der Marsoberfläche sind mehr als 3,5 Milliarden Jahre alt. Daher könnte der Mars präbiotische Bedingungen besitzen, die zu Abiogenese führen, auch wenn dort Leben nicht mehr existiert oder nie existiert hat. Die Frage, ob auf dem Mars jemals Leben existiert hat oder immer noch existiert, sowie fiktionale Marsmenschen sind ein beliebtes, wiederkehrendes Thema in der Unterhaltungsindustrie des 20. und 21. Jahrhunderts.
Anfang 2014 meldete die NASA, dass aktuelle Untersuchungen der Marsrover Curiosity und Opportunity nun nach Anzeichen für Leben auf dem Mars suchen würden. Dies schließe sowohl die Biosphäre basierend auf autotrophen, chemotrophen und/oder chemolithotrophen Mikroorganismen mit ein, als auch Wasser inklusive See-Ebenen (Ebenen, die in Verbindung mit früheren Flüssen oder Seen stehen), die möglicherweise einmal habitabel waren. Die Suche nach Beweisen für die einstige Bewohnbarkeit, Spuren von Fossilisation sowie organischen Kohlenstoffen ist nun eines der Primärziele der NASA.
Es gibt verschiedene Hypothesen darüber, ob und wie möglicherweise einst existierendes Leben auf dem Mars mit Leben auf der Erde in Verbindung stehen könnte. Nach der Hypothese der Panspermie könnte das Leben auf dem Mars entstanden und durch Asteroideneinschläge zur Erde gebracht worden sein. Es besteht jedoch auch die Möglichkeit, dass große Asteroideneinschläge auf der Erde das Leben auf andere Planeten des Sonnensystems gebracht haben könnten.

## Spekulationen vor dem Raumfahrtzeitalter

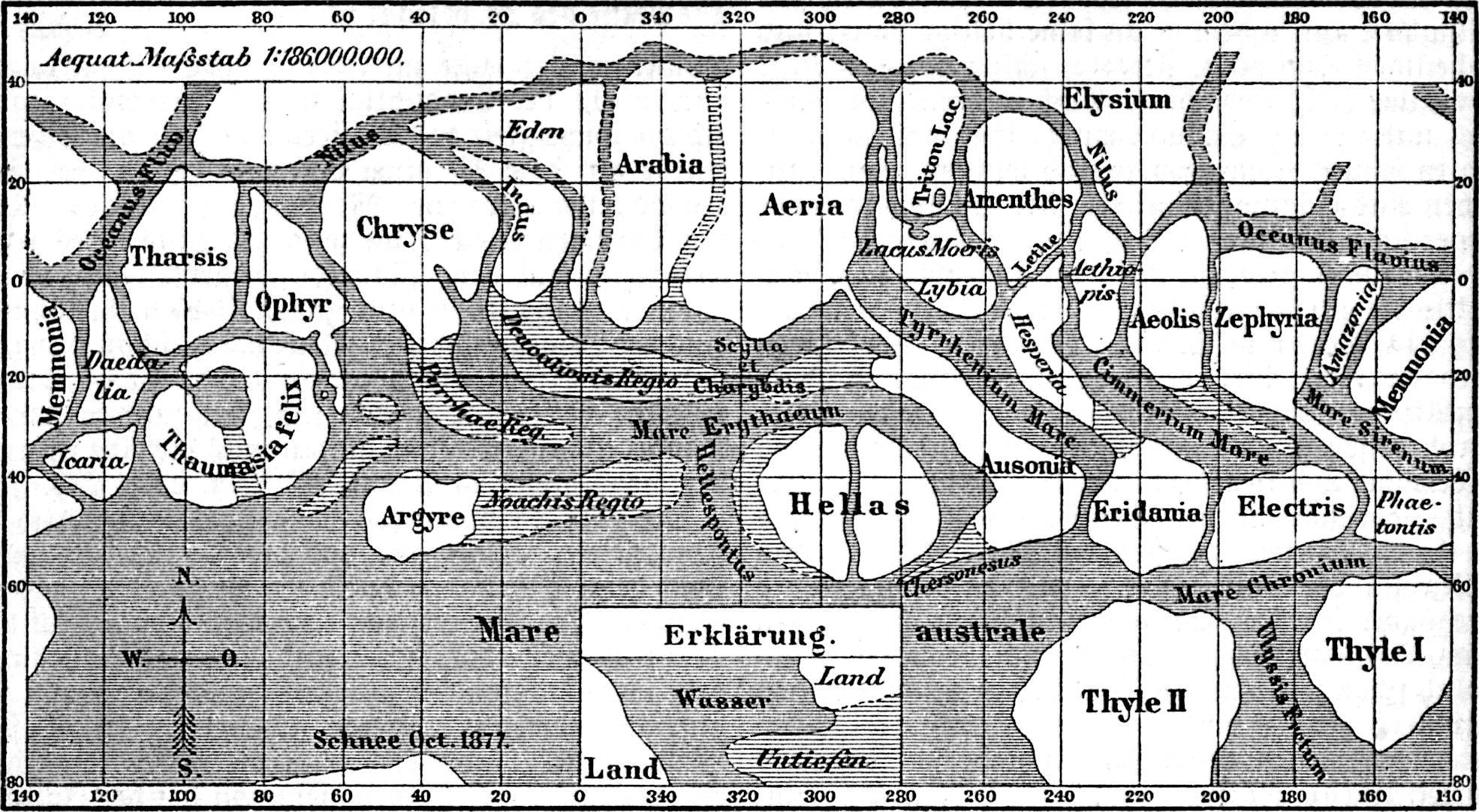
Historische Karte des Mars von Giovanni Schiaparelli.

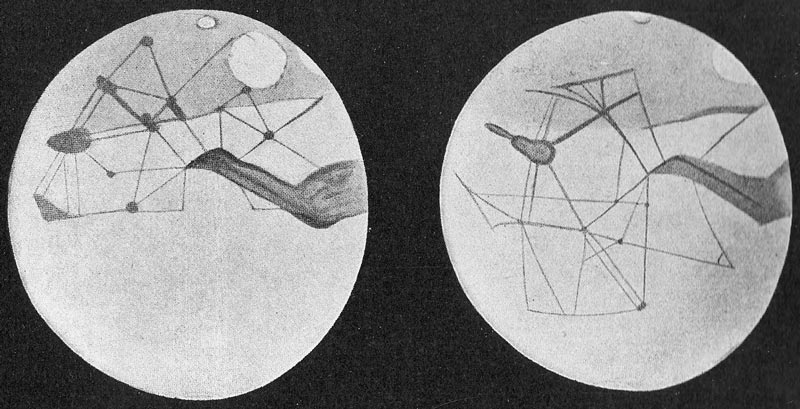
Marskanäle illustriert vom Astronomen Percival Lowell, 1898.

Der Gedanke an die Möglichkeit von Leben auf dem Mars beflügelte oft die Fantasie der Menschen. Im 18. Jahrhundert beobachtete man, dass die dunklen Flecken auf der Marsoberfläche ihre Farbe änderten und wuchsen oder schrumpften. Man hielt sie für ausgedehnte Vegetationszonen, deren Ausdehnung sich mit den Jahreszeiten änderte.
Die Polkappen des Mars wurden bereits Mitte des 17. Jahrhunderts entdeckt. Im späten 18. Jahrhundert beschrieb William Herschel erstmals ein Auf- und Absinken der Polkappen mit Wechsel der Jahreszeiten auf der jeweiligen Hemisphäre. Bereits Mitte des 19. Jahrhunderts erkannten die Astronomen, dass der Mars einige Ähnlichkeiten mit der Erde aufweist, etwa dass die Länge eines Marstages (Sol genannt) beinahe gleich lang wie ein Tag auf der Erde ist. Auch seine Achsneigung ist ähnlich der Erde, d. h. der Mars besitzt ebenfalls Jahreszeiten wie die Erde, die aber auf Grund der Dauer eines Marsjahres von 687 Tagen fast doppelt so lang sind wie die irdischen. Diese Beobachtungen führten zu einer Reihe von Spekulationen, nach denen die größeren Albedomerkmale Wasser wären und die helleren Land. Es war also logisch anzunehmen, der Mars könne eine Form von Leben beherbergen.
1854 theoretisierte William Whewell, der Mars hätte Ozeane, Land und möglicherweise Lebensformen. Nach Teleskopbeobachtungen der Marskanäle (die sich später als optische Täuschung herausstellten) explodierten Ende des 19. Jahrhunderts die Spekulationen über Leben auf dem Mars förmlich. So veröffentlichte der amerikanische Astronom Percival Lowell 1895 sein Buch Mars, gefolgt von Mars and its Canals 1906 (Mars und seine Kanäle), in denen er vorschlug, dass die Kanäle die Arbeiten einer längst vergangenen Zivilisation sein könnten. Lowell gründete sogar eine eigene Sternwarte, das Lowell-Observatorium, um die Marsbewohner zu erforschen. Für ihn waren die Kanäle das Produkt außerirdischer Ingenieure und waren geschaffen worden, um die Marszivilisation vor einer großen Trockenheit zu retten. Lowell beschrieb seine Vorstellungen der Marswelt in zahlreichen Publikationen, die weite Verbreitung fanden. Dies verleitete 1897 den britischen Schriftsteller H. G. Wells zu seinem bekannten Werk Der Krieg der Welten, das von einer außerirdischen Invasion vom Mars erzählt.
Spektroskopische Analysen der Marsatmosphäre begannen 1894, als der US-Astronom William Wallace Campbell zeigte, dass weder Wasser noch Sauerstoff in der Marsatmosphäre vorkommen. Um 1909 führten schließlich bessere Teleskope und die beste perihele Opposition des Mars seit 1877 zu einem Ende der Marskanal-Hypothesen. Jedoch hielt man bis 1963, kurz vor dem Start der ersten Marssonden (Mariner), die Existenz von Moosen und Flechten für möglich.

## Heutige Sicht
Der Mars erscheint heute als trockener Wüstenplanet. Die Ökosphäre (oder habitable Zone) des Sonnensystems reicht von 0,95 bis 1,37 AE Abstand zur Sonne, somit befindet sich nur die Erde innerhalb dieser Zone, der Mars jedoch liegt knapp außerhalb. Die bislang vorliegenden Ergebnisse der Marsmissionen lassen jedoch den Schluss zu, dass die Marsatmosphäre in der Vergangenheit (vor Milliarden Jahren) wesentlich dichter war und auf der Oberfläche des Planeten reichlich flüssiges Wasser vorhanden war.
Höheres oder gar intelligentes Leben gibt es auf dem Mars nicht, Wissenschaftler halten jedoch primitive Lebensformen (Mikroben) tiefer im Boden, wo sie vor UV-Strahlen geschützt wären, für denkbar. Im Fokus der heutigen Missionen steht deshalb die Suche nach Spuren von mikrobiellem Leben in Form von Zellen wie Bakterien, wenngleich auch ein Fund von Viren nicht ausgeschlossen wird.

### Spekulationen über intelligentes Leben

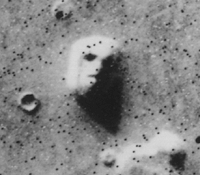
Das Marsgesicht in der Cydonia-Region; Aufnahme des Orbiters von Viking 1, 1976

Als im Juli 1976 der Orbiter 1 der Viking-Mission Bilder der Cydonia-Region machte und diese zur Erde schickte, wurde der Mars in der Öffentlichkeit wieder zum Gesprächsthema. Eine der Aufnahmen zeigte eine Formation auf der Marsoberfläche, die einem menschlichen Gesicht ähnelte, das in den Himmel blickt. In der unmittelbaren Nähe wurden außerdem Strukturen entdeckt, die Pyramiden auf der Erde ähneln, sowie rechteckige Strukturen (von den Wissenschaftlern „Inka-Stadt“ getauft). Erst die Mission Mars Global Surveyor der NASA brachte im April 1998 für viele die Ernüchterung: Alle entdeckten Strukturen waren das Ergebnis natürlicher Erosion. Durch neue Bilder mit wesentlich höherer Auflösung wurde deutlich, dass auf dem Mars keine künstlichen Strukturen außerirdischer Intelligenz ersichtlich sind.
Auch viele Bilder der Marsrover sorgen immer wieder für Spekulationen über außerirdische Besucher auf dem Mars, jedoch handelt es sich dabei meistens um optische Täuschungen oder von den Rovern selbst verursachte Veränderungen an der Umgebung. So sorgte etwa Anfang 2014 ein auftauchender Stein, Pinnacle Island genannt, der auf früheren Aufnahmen von Opportunity nicht zu sehen war, für Aufsehen. Vermutlich wurde der Stein jedoch von den Rädern des Rovers selbst dorthin geschleudert.

### Spekulationen über mikrobiologisches Leben

#### Marsatmosphäre

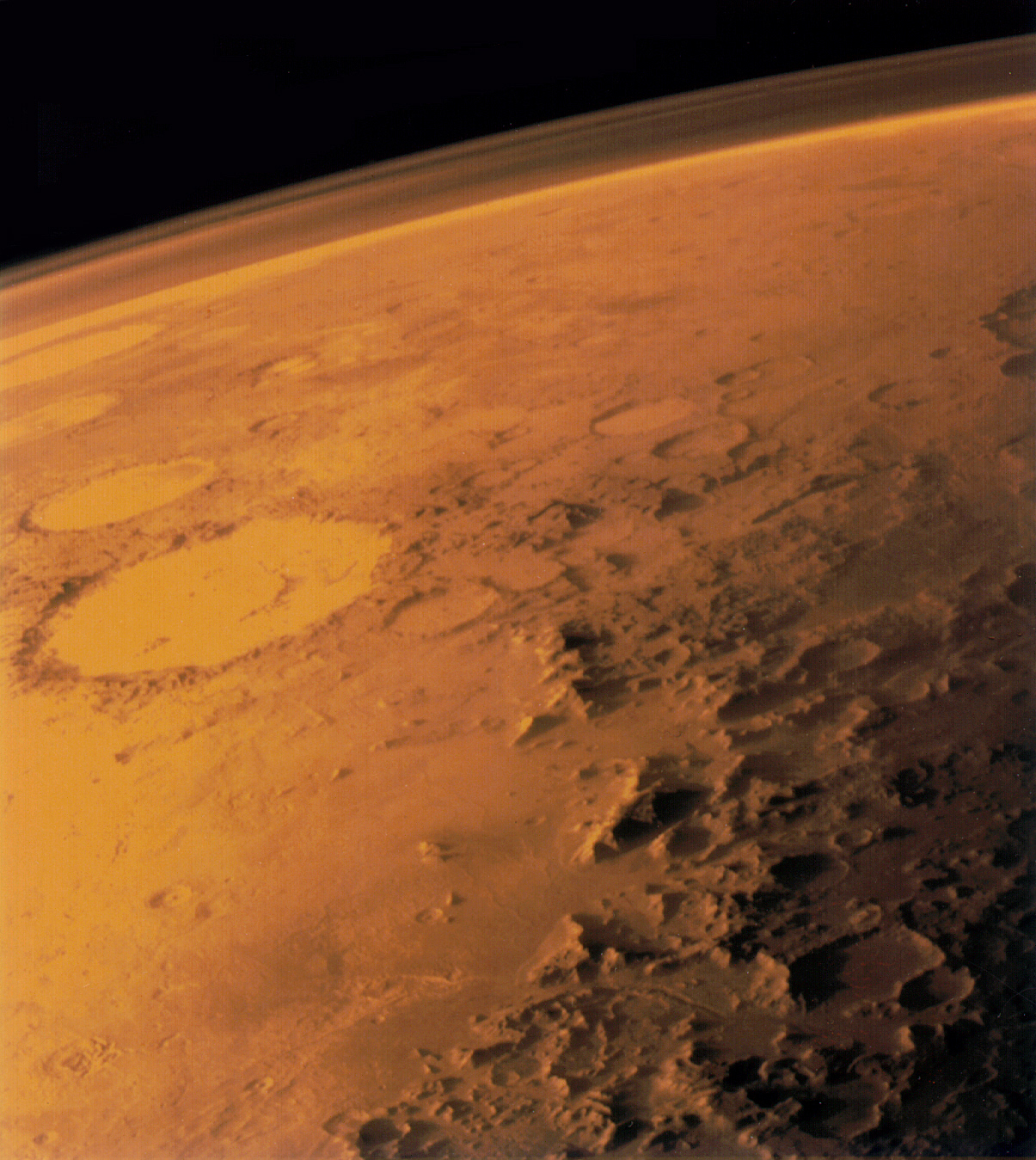
Über dem Marshorizont ist die Atmosphäre als dunstiger Schleier erkennbar. Links ist der einem Smiley ähnelnde Krater Galle zu sehen. Viking, 1976

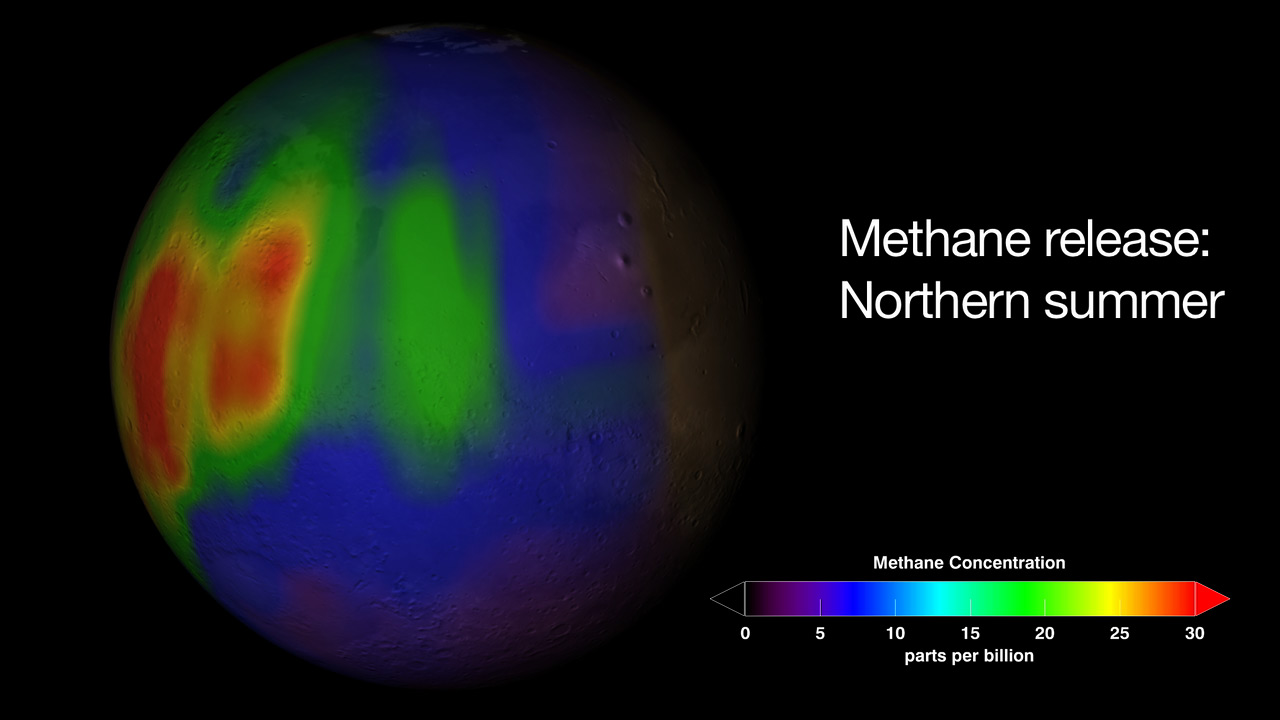
Illustration der Methankonzentrationen in der Atmosphäre des Mars während des nördlichen Sommers – NASA

Der Mars besitzt eine sehr dünne Atmosphäre. Dadurch ist der Atmosphärendruck sehr niedrig, und Wasser kann nicht in flüssiger Form auf der Marsoberfläche existieren, ausgenommen kurzzeitig in den tiefstgelegenen Gebieten.
Im Jahre 2003 konnten mittels erdgestützter Teleskope und 2004 durch das Planetary Fourier Spectrometer (PFS) an der Raumsonde Mars Express Spuren von Methan (etwa 10 ppb) und Formaldehyd (130 ppb) nachgewiesen werden. Methan verbleibt etwa 340 Jahre in der Atmosphäre des Mars, Formaldehyd nur 7,5 Stunden. Methan wird durch ultraviolette Strahlung abgebaut, da die dünne Atmosphäre des Mars nicht vor dieser Strahlung schützt. Dabei oxidiert Methan zu Wasser und Kohlendioxid.
Um die Menge des Methans in der Atmosphäre zu erklären, genügt eine Produktion von 150 Tonnen pro Jahr. Bei der Umsetzung zu Formaldehyd müssten jedoch 2,5 Millionen Tonnen aus „Methanquellen“ stammen. Als Quellen kommen aktiver Vulkanismus, Kometeneinschläge oder auch methanproduzierende Mikroorganismen in Betracht. Es könnte aber auch durch eine geothermische Reaktion, die Serpentinisierung (dabei beteiligte Komponenten sind Wasser, Kohlendioxid und das Mineral Olivin, das häufig auf dem Mars vorkommt), entstehen. Formaldehyd kann durch Höhenstrahlung aus Gasen und Eis entstehen. Es wird jedoch angezweifelt, dass ein abiotischer Prozess so viel Methan erzeugen kann, da es dazu Regionen mit hoher geologischer Aktivität bedarf. Die Existenz von Mikroorganismen wie Methanogenen wäre eine mögliche Erklärung, diese müssten jedoch tief unterhalb der Oberfläche existieren, wo es warm genug für flüssiges Wasser ist.
Das Methan ist nicht gleichmäßig verteilt, sondern weist ein Muster etwas erhöhter Konzentrationen auf. Offensichtlich wird oder wurde der Nachschub an Methan kurzfristig unterbrochen, bevor es sich gleichmäßig in der Atmosphäre verteilen konnte. Bei der biologischen Erzeugung von Methan auf der Erde, die für etwa 90 bis 95 % des gesamten Methanvorkommens verantwortlich ist, entsteht fast immer Ethan als Begleitgas. Im Gegensatz dazu wird während einer vulkanischen Entstehung Schwefeldioxid freigesetzt. Die Messung dieser Gase in der Marsatmosphäre könnte eine Klärung bringen. Dies könnte durch das Mars Science Laboratory erfolgen. Im Dezember 2014 meldete die NASA die Messung von auffälligen Schwankungen der Methankonzentration in der Umgebung des Mars Rovers Curiosity.
Goro Komatsu von der Universität Gabriele d’Annunzio in Pescara präsentierte im September 2010 seine Entdeckung von geologischen Strukturen von etwa 1 km Durchmesser auf Satellitenbildern von der Chryse-Tiefebene, die Methangas produzierenden Schlammvulkanen auf der Erde gleichen. Eine primäre Quelle für das Gas ist damit jedoch noch nicht gefunden.
Laut Kevin Zahnle, einem Planetenwissenschaftler des Ames Research Centers der NASA wäre es ebenfalls möglich, dass die gemessenen Methanvorkommen in der Marsatmosphäre durch das Methan in der irdischen Atmosphäre verfälscht wurden, und es auf dem Mars gar kein Methan gibt.
Der Rover Curiosity, der im August 2012 auf dem Mars landete, kann mit seinem Tunable Laser Spectrometer (TLS) Messungen der Methankonzentration in der Atmosphäre vornehmen. An der Landestelle im Gale-Krater wurden weniger als 5 ppb gemessen. 2013 veröffentlichte Studien der NASA, basierend auf Daten des TLS, konnten ebenfalls keine erhöhte Methankonzentration belegen.
Indiens Mars Orbiter Mission, die sich seit 24. September 2014 in der Marsumlaufbahn befindet, wird die Atmosphäre mithilfe seines Methane Sensor for Mars (MSM) weiter untersuchen. 2016 schickte die ESA im Zuge des ExoMars Projekts den Trace Gas Orbiter zum Mars um das, sofern vorhandene, Methan zu untersuchen.

#### Marsmeteoriten

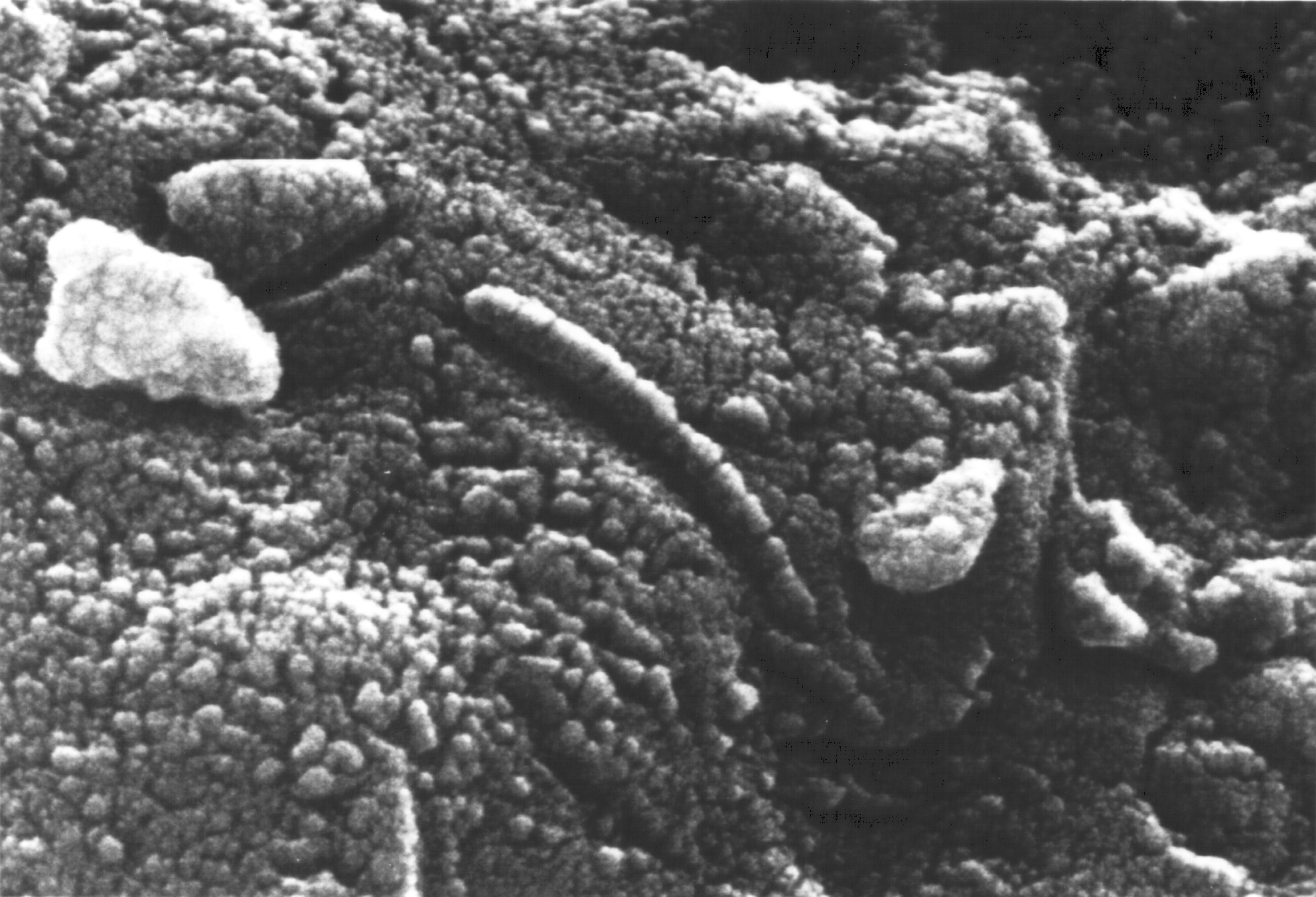
Elektronenmikroskop-Aufnahme die bakterienartige Strukturen im ALH84001-Meteoriten zeigt.

Im Jahr 1996 fanden David S. McKay und seine Mitarbeiter Strukturen im Marsmeteoriten ALH 84001, die sie als Spuren von fossilen Bakterien deuteten. Das in diesem Meteoriten gefundene, kettenartig angeordnete Magnetit ähnelt morphologisch dem bakteriellen Magnetit aus Magnetospirillum magnetotacticum. Allerdings wird die Beweiskraft der gefundenen Strukturen von vielen Wissenschaftlern angezweifelt, da diese auch auf rein chemischem Wege entstehen konnten.

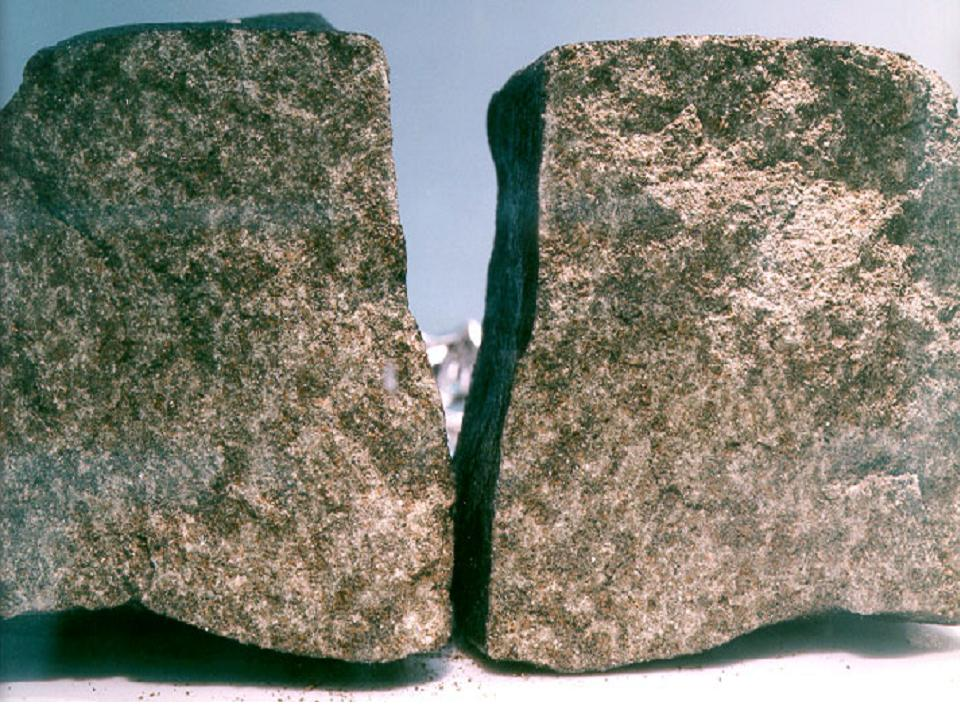
Fragment des Nakhla-Meteoriten, nach der Spaltung im Jahr 2006

1999 entdeckte die NASA im Nakhla-Meteoriten mögliche biomorphe Spuren sowie diverse Aminosäuren, konnte jedoch eine irdische Kontamination nicht ausschließen. 2006 wurde ein Fragment des Meteoriten aufgebrochen, um eine kontaminationsfreie Probe untersuchen zu können. Darin fand sich eine Fülle von komplexen kohlenstoffhaltigen Materialien, welche dendritartige Poren und Kanäle im Fels enthielten, ähnlich den Effekten von Bakterien, die man von der Erde kennt. Die Mehrheit der Wissenschaftler ist jedoch der Ansicht, dass die Anwesenheit von Formen ähnlich denen von lebenden Organismen nicht ausreiche, um zu beweisen, dass einst Bakterien auf dem Mars lebten. 2014 wurden bei weiteren Untersuchungen eine ovale zellenartige Mikroblase entdeckt, die aus nanokristallinem, eisenhaltigem Saponit und amorphen Materialien besteht und in vielerlei Hinsicht versteinerten biologischen Zellen der Erde ähnelt. Wahrscheinlich war sie jedoch keine Zelle, sondern entstand durch einen kleinen Wassereinschluss, der beim Asteroideneinschlag auf dem Mars erhitzt wurde.
Spuren möglicher biologischer Prozesse wurden auch in den Marsmeteoriten Shergotty und Yamato 000593 entdeckt.

#### Marsboden
Viking 1 und 2 hatten unter anderem die Aufgabe, der Frage nach dem Leben auf dem Mars nachzugehen. Dabei wurden ein chemisches und drei biologische Experimente durchgeführt. In dem chemischen Experiment wurde versucht, organische Substanzen im Marsboden nachzuweisen. Dazu wurde eine am MIT entwickelte GC/MS-Einheit (Kopplung eines Gaschromatographen mit einem Massenspektrometer) benutzt. Es konnten allerdings keine auf Kohlenstoff aufbauenden organischen Substanzen nachgewiesen werden.
Das erste biologische Experiment beruhte auf Stoffwechselaktivitäten von Organismen. Eine Bodenprobe wurde mit einer Nährlösung benetzt und entstehende Gase registriert. Der Marsboden reagierte auf das Experiment mit Abgabe großer Mengen Sauerstoff. Im zweiten Experiment wurde eine Nährlösung mit radioaktiven Kohlenstoffatomen versehen und auf eine Probe gegeben. Als Ergebnis eines Stoffwechsels hätten sie unter den ausgeschiedenen Gasen nachgewiesen werden müssen. Tatsächlich wurden radioaktive Kohlenstoffatome nachgewiesen. Das dritte Experiment war ein Photosynthese-Experiment. Radioaktiv markiertes Kohlendioxid wurde dem Marsboden zugesetzt. Dieses Kohlendioxid hätte assimiliert werden und später nachgewiesen werden müssen. Auch dieses Ergebnis war positiv. Obwohl die Ergebnisse der biologischen Experimente positiv waren, gaben sie aufgrund des negativen Ergebnisses des GC/MS-Versuchs keinen schlüssigen Beweis für die Existenz oder Nichtexistenz von Leben auf dem Mars.
Am 23. Januar 2004 entdeckte die europäische Marssonde Mars Express am Südpol des Mars große Mengen gefrorenen Wassers, Ende Juli 2005 auch in einem nahe dem Nordpol gelegenen Krater.
Ebenfalls Anfang 2004 entdeckte die Marssonde Opportunity Gesteine, die in offenstehendem Wasser abgelagert worden sein müssen und viele regelmäßig verteilte kugelige, bis 1 cm große Hämatit-Konkretionen enthalten. Solche Konkretionen kommen auch auf der Erde vor. Unter irdischen Bedingungen ist es wahrscheinlich, dass bei ihrer Entstehung Bakterien beteiligt sind. Ob dies auch für den Mars gilt, könnten nur Laboruntersuchungen auf der Erde zeigen.
Weitere Mikrostrukturen, welche die Rover Spirit und Opportunity 2004 entdeckt hatten und in denen ein Teil der interessierten Öffentlichkeit Hinweise auf Leben hatte sehen wollen, erwiesen sich bei näherer Untersuchung als abiotisch oder künstlich, so zum Beispiel Schleifspuren auf durch die Instrumente bearbeiteten Gesteinsoberflächen oder Filamente, die sich als Textilfasern der Lande-Airbags herausstellten.
Forschungsergebnisse auf der Erde bestätigen, dass es Leben auch in extremen Bedingungen geben kann. Bei Bohrungen im grönländischen Eis entdeckten Forscher der University of California, Berkeley im Jahre 2005 in drei Kilometern Tiefe eine auffallende Menge Methan. Dieses Gas produzierten methanogene Bakterien, die trotz unwirtlicher Lebensbedingungen wie Kälte, Dunkelheit und Nährstoffmangel im Eis überleben. Dabei erhalten sie sich nur mühsam am Leben – sie reparieren Erbgutschäden, vermehren jedoch nicht nennenswert ihre Population. Methanogene Mikroben sind eine Untergruppe der Archaebakterien, die sich auf Extremstandorte spezialisiert haben. So fanden sich im Jahr 2002 Mikroben in einer 15.000 Jahre alten heißen Quelle in Idaho. Die Bakterien zählen, wie schon der Name besagt, zu den ältesten Mikroorganismen der Erde.
Die Wissenschaftler schätzen das Alter der in Grönland entdeckten Bakterienkolonie auf 100.000 Jahre und vermuten, dass das in der Atmosphäre des Roten Planeten nachgewiesene Methan nicht nur von chemischen Prozessen, sondern auch von solchen Mikroben stammen könnte.
Die in der Antarktis im Inneren von Gesteinen lebenden Pilzarten Cryomyces antarcticus und Cryomyces minteri haben ein Experiment auf der Internationalen Raumstation, in dem die Umweltbedingungen auf dem Mars simuliert wurden, relativ gut überstanden. Nach 18 Monaten waren 60 % ihrer Zellen noch intakt und die DNA unbeschädigt. Auch die Flechte Xanthoria elegans hat die simulierten Marsbedingungen während des Experiments überlebt.

#### Aktuelle Missionen
Mit dem Mars Science Laboratory soll versucht werden, neue Aufschlüsse über mögliches Leben auf dem Mars zu liefern. Es ist fraglich, ob der Mars-Rover tief genug bohren kann, um Leben oder zumindest Lebensreste zu finden. Aber eine Isotopenanalyse des Methans kann bereits weitere Aufschlüsse geben. Leben, wie es auf der Erde bekannt ist, bevorzugt leichtere Wasserstoffisotope.

## Wasservorkommen

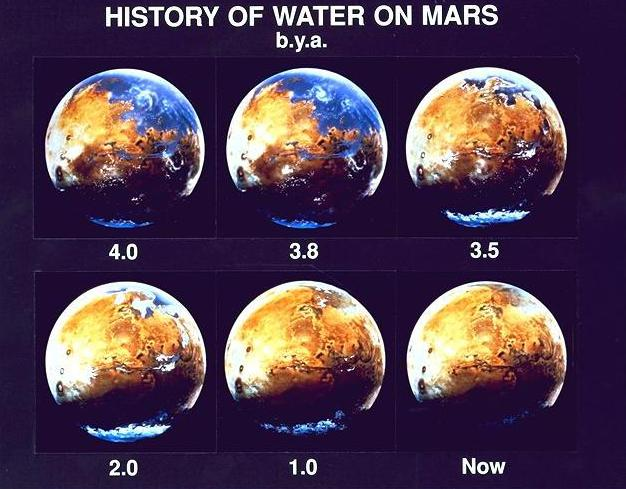
Konzeptzeichnungen der einstigen Aquasphären des Mars

Flüssiges Wasser ist für Leben, so wie wir es kennen, eine Notwendigkeit. Aufgrund der dünnen Atmosphäre des Mars kann Wasser in flüssiger Form auf seiner Oberfläche nicht dauerhaft existieren. Es gibt jedoch Hinweise, dass sich in den Polarregionen, durch Sonneneinstrahlung während des Tages, winzig kleine Mengen an flüssigem Wasser unterhalb der Oberfläche bilden könnten. Ein solcher Effekt ist auch von der Antarktis bekannt.
Vor etwa 3,8 Milliarden Jahren besaß der Mars eine dichtere Atmosphäre und höhere Temperaturen sowie große Mengen fließenden Wassers, die auf seiner Oberfläche Ozeane ausbildeten. Berechnungen zufolge könnten diese Ozeane einst 36 % bis 75 % der Oberfläche des Planeten bedeckt haben. Der Salzgehalt (die Salinität) der Ozeane wäre jedoch für die meisten irdischen Lebewesen zu hoch gewesen. Das Halobacterium allerdings benötigt sogar einen sehr hohen Salzgehalt und hätte auch in den einstigen Mars-Ozeanen überleben können.

### Stromtäler

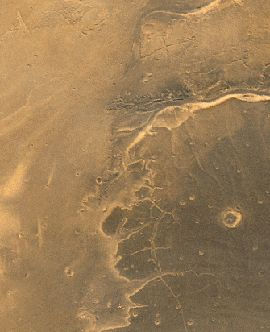
Kasei Vallis, das größte Stromtal des Mars

Auf der Marsoberfläche verlaufen Stromtäler, die mehrere hundert Kilometer lang und mehrere Kilometer breit sein können. Die heutigen Trockentäler beginnen ziemlich abrupt und haben keine Zuflüsse. In den Tälern erheben sich mitunter stromlinienförmige Inseln. Sie weisen auf eine vergangene Flutperiode hin, bei der über einen geologisch relativ kurzen Zeitraum große Mengen Wasser geflossen zu sein scheinen. Es könnte sich um Wassereis gehandelt haben, das sich unter der Marsoberfläche befand, danach durch vulkanische Prozesse geschmolzen wurde und dann abgeflossen ist. Die Ausmaße dieser urzeitlichen Wassermassen sind allerdings Gegenstand wissenschaftlicher Diskussion. Das Zasada-Diagramm verdeutlicht, dass sich die Erosionsprozesse des Mars deutlich von den irdischen, aufgrund der geringeren Gravitation, unterscheiden. Somit sind Analogieschlüsse von irdischen Sedimentationskörpern und ihren Entstehungsbedingungen nicht zulässig.
Darüber hinaus finden sich an Abhängen und Kraterrändern Spuren von Erosionen, die möglicherweise ebenfalls durch flüssiges Wasser verursacht wurden.
Am 6. Dezember 2006 berief die NASA eine Pressekonferenz ein, da man von einem einzigartigen Fund sprach: Auf einigen NASA-Fotografien, die im Abstand von sieben Jahren vom Mars gemacht wurden, lassen sich Veränderungen auf der Marsoberfläche erkennen, die eine gewisse Ähnlichkeit mit Veränderungen durch fließendes Wasser haben. Innerhalb der NASA wird nun diskutiert, ob es neben Wassereis auch flüssiges Wasser geben könnte.

### Delta-Strukturen
In alten Marslandschaften, z. B. im Eberswalde-Krater auf der Südhalbkugel oder in der äquatornahen Hochebene Xanthe Terra, finden sich typische Ablagerungen einstiger Flussdeltas.

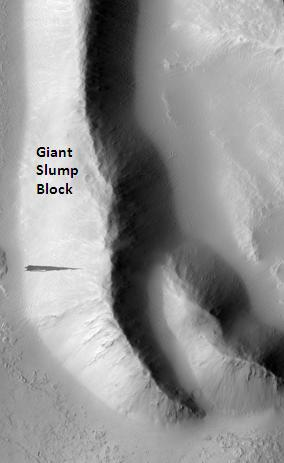
Tharsis-Tholus-Streifen, aufgenommen mit der Hirise-Kamera des Mars Reconnaissance Orbiters. Der Streifen ist links in der Mitte zu sehen. Rechts sind die Ausläufer von Tharsis Tholus.

Seit längerem vermutet man, dass die tief eingeschnittenen Täler in Xanthe Terra einst durch Flüsse geformt wurden. Wenn ein solcher Fluss in ein größeres Becken, beispielsweise einen Krater, mündete, lagerte er erodiertes Gesteinsmaterial als Sedimente ab. Die Art der Ablagerung hängt dabei von der Natur dieses Beckens ab: Ist es mit dem Wasser eines Sees gefüllt, so bildet sich ein Delta. Ist das Becken jedoch trocken, so verliert der Fluss an Geschwindigkeit und versickert langsam. Es bildet sich ein Schwemmkegel, der sich deutlich vom Delta unterscheidet.
Jüngste Analysen von Sedimentkörpern auf Basis von Orbiter-Fotos weisen an zahlreichen Stellen in Xanthe Terra auf Deltas hin – Flüsse und Seen waren in der Marsfrühzeit also recht verbreitet.

### Dark Slope Streaks
Dunkle Streifen an Hängen sind auf dem Mars häufig zu sehen. Sie treten an steilen Hängen von Kratern, Mulden und Tälern auf und werden mit zunehmendem Alter heller. Manchmal beginnen sie in einem kleinen punktförmigen Bereich und werden dann zunehmend breiter. Man beobachtete, dass sie sich um Hindernisse, wie Mulden, weiterbewegen.
Es wird angenommen, dass die Farbe von dunklen darunterliegenden Schichten stammt, die durch Lawinen von hellem Staub freigelegt werden. Es wurden jedoch auch andere Hypothesen aufgestellt, wie Wasser oder sogar der Wuchs von Organismen. Das Interessanteste an diesen dunklen Streifen (engl. dark slope streaks) ist, dass sie sich auch heute noch bilden.

### Carbonatvorkommen
Mit Hilfe der Compact Reconnaissance Imaging Spectrometer for Mars (CRISM) an Bord der NASA-Sonde Mars Reconnaissance Orbiter konnten Wissenschaftler Carbonat-Verbindungen in Gesteinsschichten rund um das knapp 1500 Kilometer große Isidis-Einschlagbecken nachweisen. Demnach wäre das vor mehr als 3,6 Milliarden Jahren existierende Wasser hier nicht sauer, sondern eher alkalisch oder neutral gewesen.
Carbonatgestein entsteht, wenn Wasser und Kohlendioxid mit Calcium, Eisen oder Magnesium reagiert. Bei diesem Vorgang wird Kohlendioxid aus der Atmosphäre in dem Gestein eingelagert. Dieser lokale Fund verdeutlicht, dass es auf dem Mars vor rund 3,5 Milliarden Jahren nicht ausschließlich saure Umweltmilieus gab. Zumindest regional kann es somit, in Hinblick auf den pH-Wert, lebensfreundlichere Orte gegeben haben.
Mit Hilfe von Daten des MRO wurden 2010 Gesteine entdeckt, die durch kosmische Einschläge aus der Tiefe an die Oberfläche befördert worden waren. Anhand ihrer spezifischen spektroskopischen Fingerabdrücke konnte festgestellt werden, dass sie hydrothermal (unter Einwirkung von Wasser) verändert wurden. Neben diesen Karbonat-Mineralen wurden auch Silikate nachgewiesen, die vermutlich auf die gleiche Weise entstanden sind. Dieser neue Fund beweise, dass es sich dabei nicht um örtlich begrenzte Vorkommen handele, sondern dass Karbonate in einer sehr großen Region des frühen Mars entstanden seien.
Carbonatfunde repräsentieren zwar umweltfreundlichere Umweltbedingungen, zugleich stellen sie aber die Hypothese einer deutlich wärmeren Marsvergangenheit infrage. Mithilfe von Klimamodellen konnte berechnet werden, dass die Marsatmosphäre einst bis zu 4 bar CO2 enthalten haben muss, um mithilfe des Treibhauseffektes habitable Bedingungen zu gewährleisten. Diese Aussage beinhaltet allerdings einen geochemischen Widerspruch. Ein Planet, welcher zugleich signifikante Mengen an CO2 und flüssigen Wasser beherbergt, ist thermodynamisch instabil. Die damit einhergehende Verwitterung der Gesteine würde der Atmosphäre enorme Mengen an CO2 entziehen. Eine solche CO2-Atmosphäre könnte in der Anwesenheit von flüssigem Wasser nicht lange bestehen bleiben. Während der intensivsten vulkanischen Periode des Mars wurden innerhalb von 400 Ma ca. 980•1012 Tonnen CO2 freigesetzt. Im Vergleich dazu werden der Erdatmosphäre jedes Jahr 3,3•108 Tonnen CO2, durch die Silikatverwitterung, entzogen. Im Analogieschluss kann man annehmen, dass unter ähnlichen Umweltbedingungen der CO2 Entzug, im Vergleich zum Input, bis zu 80-mal schneller vonstattengeht. Eine dichte CO2-Atmosphäre hätte sich somit nicht entwickeln können. Dies ist insbesondere der Feldspatverwitterung geschuldet:
CaAl2Si2O8 + 2NaAlSi3O8 + 3CO2 + 5H2O → 2Al2Si2O5(OH)4 + 2Ca2+ + 4SiO2 + 2HCO3− + Na2CO3
Insbesondere aus den Verwitterungsprodukten der Plagioklase, welche in großen Mengen innerhalb der vulkanischen Marsgesteine vorliegen, können Carbonate entstehen: Ca2+ + 2HCO3− → CaCO3 + H2O + CO2
Dabei gelangt zwar wieder CO2 in die Atmosphäre, allerdings nur ein Drittel dessen, welches der Atmosphäre ursprünglich entzogen wurde. Die Carbonatfunde repräsentieren somit ehemalige CO2-Senken und stellen somit die Vorstellung einer ehemaligen Treibhauswelt infrage. Wahrscheinlicher ist, dass der Mars in seiner Vergangenheit nur geringfügig wärmer gewesen ist als sein heutiges Pendant und lediglich saisonal Temperaturen über dem Gefrierpunkt an seiner Oberfläche beherbergte.

### Hämatitkügelchen

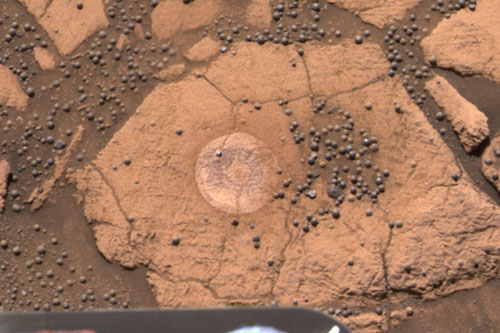
Hämatitkügelchen auf dem Felsen „Berry Bowl“

Die Marssonde Opportunity fand im Gebiet des Meridiani Planum millimetergroße Kügelchen des Eisenminerals Hämatit. Diese könnten sich vor Milliarden Jahren unter Einwirkung von Wasser abgelagert haben. Darüber hinaus wurden Minerale gefunden, die aus Schwefel-, Eisen- oder Bromverbindungen aufgebaut sind, wie zum Beispiel Jarosit. Auf der entgegengesetzten Hemisphäre des Mars fand die Sonde Spirit in den „Columbia Hills“ das Mineral Goethit, das ausschließlich unter dem Einfluss von Wasser gebildet werden kann.

### Kieselsäure
Forscher entdeckten 2010 mit Hilfe von MRO Ablagerungen auf einem Vulkankegel, die von Wasser verursacht wurden. Sie konnten das Mineral als Kieselsäurehydrat identifizieren, das nur in Verbindung mit Wasser entstanden sein kann. Die Wissenschaftler nehmen an, dass, falls es auf dem Mars Leben gegeben hat, es sich dort in der hydrothermalen Umgebung am längsten hätte halten können.

### Eisvorkommen an den Polen

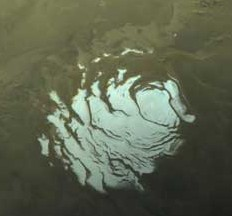
Die Südpolregion, aufgenommen von Viking Orbiter

Durch Radarmessungen mit der Sonde Mars Express wurden in der Südpolarregion, dem Planum Australe, Ablagerungsschichten mit eingelagertem Wassereis entdeckt, die weit größer und tiefreichender als die hauptsächlich aus Kohlendioxideis bestehende Südpolkappe sind. Die Wassereisschichten bedecken eine Fläche, die fast der Größe Europas entspricht, und reichen in eine Tiefe von bis zu 3,7 Kilometern. Das in ihnen gespeicherte Wasservolumen wird auf bis zu 1,6 Millionen Kubikkilometer geschätzt – circa zwei Drittel des irdischen Grönlandeispanzers – was laut der Europäischen Weltraumorganisation (ESA) ausreichen würde, die Marsoberfläche mit einer etwa 11 Meter dicken Wasserschicht zu bedecken.

#### Weitere Eisvorkommen

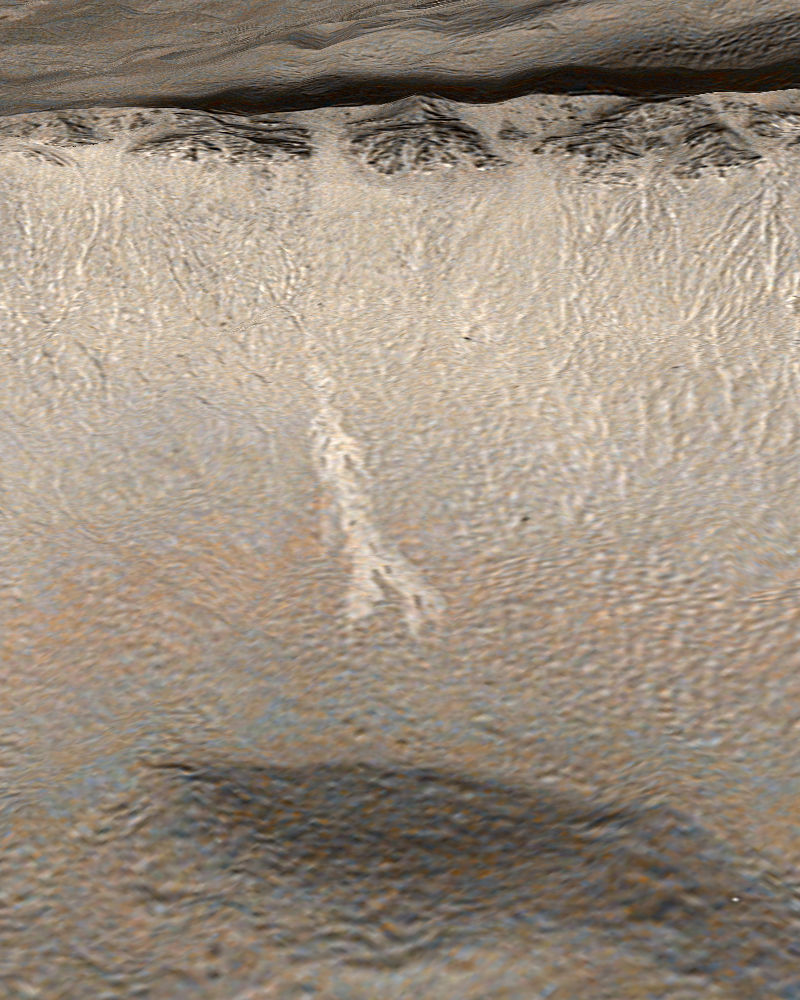
Beobachtete Veränderungen könnten Anzeichen für fließendes Wasser innerhalb der letzten Jahre sein.

Die schon lange gehegte Vermutung, dass sich unter der Oberfläche des Mars Wassereis befinden könnte, erwies sich 2005 durch Entdeckungen der ESA-Sonde Mars-Express als richtig.
Geologen gehen von wiederkehrenden Vereisungsperioden auf dem Mars aus, ähnlich irdischen Eiszeiten. Dabei sollen Gletscher bis in subtropische Breiten vorgestoßen sein. Die Forscher schließen dies aus Orbiter-Fotos, die Spuren einstiger Gletscher in diesen äquatornahen Gebieten zeigen. Zusätzlich stützen auch Radarmessungen aus der Umlaufbahn die Existenz beträchtlicher Mengen an Bodeneis in ebendiesen Gebieten. Diese Bodeneisvorkommen werden als Reste solcher „Mars-Eiszeiten“ gedeutet.
Auf der Europäischen Planetologenkonferenz EPSC im September 2008 in Münster wurden hochauflösende Bilder des Mars Reconnaissance Orbiters der Nasa vorgestellt, die jüngste Einschlagkrater zeigen. Wegen der sehr dünnen Atmosphäre stürzen die Meteoriten praktisch ohne Verglühen auf die Marsoberfläche. Die fünf neuen Krater, die nur drei bis sechs Meter Durchmesser und eine Tiefe von 30 bis 60 cm aufweisen, wurden in mittleren nördlichen Breiten gefunden. Sie zeigen an ihrem Boden ein gleißend weißes Material. Wenige Monate später waren die weißen Flecken durch Sublimation verschwunden. Damit erhärten sich die Hinweise, dass auch weit außerhalb der Polgebiete Wassereis dicht unter der Marsoberfläche begraben ist.

#### Flüssiges Wasser
Da der Druck der Marsatmosphäre so gering ist, kann flüssiges Wasser an der Oberfläche nicht für längere Zeiträume existieren. Außerdem ist es auf der Oberfläche meist zu kalt dafür.
Es gibt Hinweise, dass die Raumsonde Phoenix Wassertropfen auf der Oberfläche entdeckt habe. Dabei könnten Perchlorate (Salze der Perchlorsäure) als Frostschutz wirken. Diese Salze haben die Eigenschaft, Wasser anzuziehen. Dies kann auch Wasserdampf aus der Atmosphäre sein. Bei ausreichender Beimischung würde Wasser sogar bis −70 °C flüssig bleiben. Durch eine Durchmischung mit Perchloraten könnte Wasser auch unter der Oberfläche in flüssigem Zustand vorhanden sein. Forschungen haben dabei gezeigt, dass einige halotolerante Organismen, wie die Hefe Debaryomyces hansenii, durch physiologische Anpassungen erstaunlich hohe Perchlorat-Konzentrationen (bis zu ~ 30 % (w/v) NaClO4) tolerieren können.
2010 fanden Forscher der Uni Münster Belege dafür, dass zumindest im Frühjahr und in Kratern wie dem Russell-Krater flüssiges Wasser auf der Marsoberfläche existiert. Auf Fotos, die vom Mars Reconnaissance Orbiter aufgenommen wurden, entdeckten sie Erosionsrinnen, die sich zwischen November 2006 und Mai 2009 verlängert hatten. Die Rinnen führen hangabwärts; dass sie nach unten dünner werden, werten die Forscher als Hinweis auf versickerndes flüssiges Wasser als Auslöser der Erosion. Neueren wissenschaftlichen Erkenntnissen (Stand Juli 2014) nach könnten die Erosionsrinnen anstatt wie bisher vermutet durch Wasser, durch Kohlendioxid entstanden sein, da Wasser bei dem vorherrschenden Atmosphärendruck von 7 Millibar sehr schnell verdampfen würde. Dabei sammelt sich Kohlendioxid aus der Atmosphäre im marsianischen Winter bei unter −100 °C an den Berghängen als Trockeneis an und „fließt“ dann bei Erwärmung des Planeten als sublimiertes Kohlendioxidgas die Hänge hinab, wobei es wie flüssiges Wasser dann die Erosionsrinnen ausspült.
Es werden ebenfalls große Wassermengen unter der Kryosphäre des Mars vermutet (siehe Extraterrestrischer Ozean). 2018 wurde in Science über die Entdeckung eines unterirdischen Wasservorkommens im Planum australe am Südpol des Mars mit einer Basis in rund 1,5 km Tiefe auf einer Länge von rund 20 km berichtet. Die Entdeckung gelang mit dem Marsis Radar der Sonde Mars Express. Da Wasser normalerweise bei den dort herrschenden Temperaturen (205 K, −68 °C) nicht flüssig ist, wird ein hoher Salzgehalt (Magnesium- und Kalzium-Perchlorate) vermutet.